# Johannes Santritter
Johannes Lucilius Santritter (auch Johannes Lucilius und Gaius Lucilius Hippodamus, * wohl vor 1460 in Heilbronn; † nach 1498) war eine Person des venezianischen Buchwesens des späten 15. Jahrhunderts.

## Leben
Die Biographie des vielfach im venezianischen Buchwesen in Erscheinung getretenen Santritter ist nahezu unbekannt. Er entstammte wahrscheinlich der Heilbronner Familie Sandryter und könnte ein vor 1460 geborener Sohn des Hutmachers Heinrich Sandryter sein. Ebenso wahrscheinlich hat er die Heilbronner Lateinschule besucht. Höhere Bildung, möglicherweise erst in Italien, kann vorausgesetzt werden, auch wenn er sich selbst nie als Magister bezeichnet hat.  In Venedig, wo Santritter von 1480 bis 1498 nachweisbar ist, hat er seinen Nachnamen latinisiert (Hippodamus, d. h. Rossbändiger) und sich wohl in Anlehnung an den römischen Satiriker Gaius Lucilius auch dessen Namen bedient. Einen Hinweis auf seine Herkunft aus Heilbronn gab er sich durch die seinem Namen beigestellte, mitunter auch latinisierte Bezeichnung Hellbronnensis, Heilbronna und Fons salutis. Jacobus Sentinus, der gemeinsam mit Santritter 1482 die De astronomia des Hyginus herausgab, bezeichnet ihn in einem Distichon als vir doctus (d. h. gelehrten Mann).

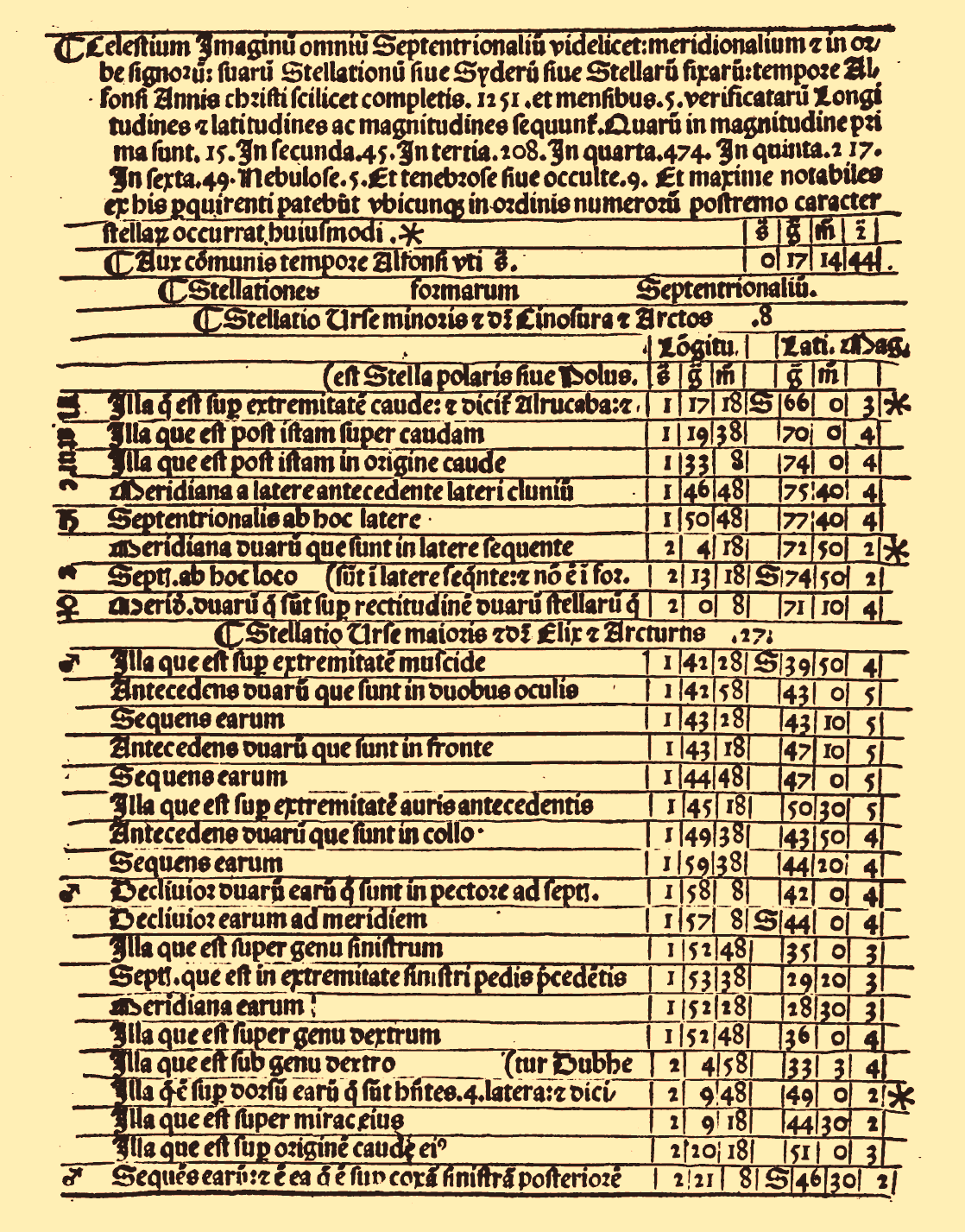
Stern Katalog. Tabule astronomice Alfonsi Regis. Johanni Santritter. Seite 103. Universiteitbibliotheek Gent und Real Biblioteca - Spanien.

Erstmals erwähnt wird Santritter 1480 im Druckvermerk der Grammatik des Franz Niger. Da das Werk bei Theodor Francus gedruckt wurde, scheint Santritter das Werk verlegt zu haben. 1482 verfasste Santritter zwei Grußworte für Kalendarien von Regiomontanus und war wahrscheinlich auch Herausgeber der Neuausgaben der Kalendarien für die Jahre 1482, 1483 und 1485, die bei Erhard Ratdolt gedruckt wurden. Nach Ratdolts Weggang aus Venedig 1486 erscheint Santritter dann ab 1488 zusammen mit dem venezianischen Buchdrucker Hieronymus de Sanctis. Dabei erscheint Santritter als impressor (d. h. Drucker), der sich zudem mit einem Druckersignet schmückte. Ab 1489 scheint sich Santritter dann wie auch schon zuvor als Buchhändler betätigt zu haben, bevor er 1492 die Canones in tabules Alphonsi für die astronomischen Tafeln des spanischen Königs Alfons des Weisen verfasste, die ebenfalls von ihm herausgegeben und bei Johann Hammann in Venedig gedruckt wurden. 1498 trat Santritter nochmals als Verleger der Ephemeriden des Regiomontanus in Erscheinung.
Neben Druck- und Verlagstätigkeiten scheint sich Santritter auch mit Illustrationen beschäftigt zu haben. Für die poetische Astronomie des Hyginus von 1482 wird er als „Erfinder“ der Illustrationen genannt, ebenfalls für die Sphaera mundi von 1488. Ausgehend davon kann man Santritter mit weiterem Buchschmuck jener Jahre in Verbindung bringen. Gleichwohl wird Santritter die Illustrationen wohl nicht gezeichnet haben. Man geht vielmehr davon aus, dass Santritter die Illustrationen gemeinsam mit einem unbekannten Meister aus dem Umfeld Andrea Mantegnas entwarf, bevor sie von Hieronymus de Sanctis in Holz geschnitten wurden.

## Belege
1. 1 2 3 4 5  Hummel Inkunabeln 1981, S. 38.
2. ↑  Hummel Inkunabeln 1981, S. 39.
3. ↑  Hummel Inkunabeln 1981, S. 39.
4. ↑  Hummel Inkunabeln 1981, S. 40.
5. ↑  Hummel Inkunabeln 1981, S. 40.
6. ↑  Hummel Inkunabeln 1981, S. 40.
7. ↑  Hummel Inkunabeln 1981, S. 40.
8. ↑  Hummel Inkunabeln 1981, S. 40.
9. ↑  Hummel Inkunabeln 1981, S. 40.
10. ↑  Hummel Inkunabeln 1981, S. 41.

| Personendaten    | Personendaten                                             |
| ---------------- | --------------------------------------------------------- |
| NAME             | Santritter, Johannes                                      |
| ALTERNATIVNAMEN  | Santritter, Johannes Lucilius; Hippodamus, Gaius Lucilius |
| KURZBESCHREIBUNG | Person des venezianischen Buchwesens                      |
| GEBURTSDATUM     | vor 1460                                                  |
| GEBURTSORT       | Heilbronn                                                 |
| STERBEDATUM      | nach 1498                                                 |